# Amerikaanse stormmeeuw
De Amerikaanse stormmeeuw (Larus brachyrhynchus) is een vogel uit de familie Laridae.

## Kenmerken
De Amerikaanse stormmeeuw lijkt sterk op de stormmeeuw (L. canus) en wordt ook wel als ondersoort beschouwd. Deze soort stormmeeuw heeft lichtere iris.

## Verspreiding en leefgebied
Deze soort komt voor in noordelijk Alaska en westelijk Canada.

## Status
De Amerikaanse stormmeeuw komt niet als aparte soort voor op de lijst van het IUCN, maar is daar een ondersoort van de stormmeeuw (L. canus brachyrhynchus).